# Foroni Verona Football Club 2003-2004
Questa voce raccoglie le informazioni riguardanti il Foroni Verona Football Club nelle competizioni ufficiali della stagione 2003-2004.

## Stagione
Nell'estate 2003 la squadra, sempre affidata alla conduzione tecnica di Leonardo Donella coadiuvato dal suo secondo Milena Bertolini, viene rivoluzionata dalla campagna acquisti, con buona parte delle giocatrici campionesse d'Italia 2002-2003 trasferite ad altre società. Tra gli arrivi che si riveleranno più positivi si annovera l'attaccante Paola Brumana proveniente dal Como 2000 e che, con 14 reti siglate, si attesta a fine campionato seconda migliore marcatrice della squadra dietro il bomber Chiara Gazzoli, nuovamente vincitrice della classifica dei marcatori con 36 centri.
Grazie alla vittoria del campionato di Serie A 2002-2003, il Foroni Verona acquisì il diritto di partecipare alla UEFA Women's Cup nell'edizione 2003-2004: partì nel mese di agosto 2003 dalla fase a gironi dove venne subito eliminato per la peggior differenza reti generale rispetto alla compagine russa dell'Ėnergija Voronež. Nel mese di settembre vinse nuovamente la Supercoppa italiana imponendosi sulle avversarie della A.D. Decimum Lazio per 6-1.
Al termine della 23ª giornata, grazie a una netta vittoria casalinga per 5-0 sulle avversarie del Torino mentre l'inseguitrice Torres Terra Sarda pareggia 0-0 in casa con il Bardolino Verona 83, il Foroni Verona con tre giornate dal termine conquista matematicamente il suo secondo titolo di Campione d'Italia.

## Divise e sponsor
La tenuta da gioco è formata da maglia verde con inserti bianchi, pantaloncini bianchi e calzettoni verdi, o in alternativa pantaloncini verdi e calzettoni bianchi o tenuta interamente verde.
|  | 1ª divisa |

## Organigramma societario
Area tecnica
- Allenatore: Leonardo Donella
- Allenatore in seconda: Milena Bertolini
- Preparatore atletico: Orlando Schultz[3]

## Rosa
Rosa e ruoli tratti da siti vari, tra cui Calciodonna.it, e fonti FIGC, mumeri di maglia relativi all'incontro di Supercoppa italiana 2003.
| N. |                   | Ruolo | Calciatrice        |
| -- | ----------------- | ----- | ------------------ |
| 1  | Italia (bandiera) | P     | Fabiana Comin      |
| 2  | Italia (bandiera) | D     | Daniela Tavalazzi  |
| 3  | Italia (bandiera) | D     | Giulia Perelli     |
| 4  | Italia (bandiera) | D     | Silvia Pontil      |
| 5  | Italia (bandiera) | D     | Daniela Turra      |
| 6  | Italia (bandiera) | C     | Moira Placchi      |
| 7  | Italia (bandiera) | C     | Maddalena Gozzi    |
| 8  | Italia (bandiera) | C     | Marcella Gozzi     |
| 9  | Italia (bandiera) | C     | Elisa Camporese    |
| 10 | Italia (bandiera) | A     | Silvia Tagliacarne |
| 11 | Italia (bandiera) | A     | Chiara Gazzoli     |
|    | Italia (bandiera) | P     | Giorgia Braiato    |

| N. |                   | Ruolo | Calciatrice        |
| -- | ----------------- | ----- | ------------------ |
|    | Italia (bandiera) | P     | Giorgia Brenzan    |
|    | Italia (bandiera) | D     | Sara Magnaguagno   |
|    | Italia (bandiera) | D     | Laura Montanari    |
|    | Italia (bandiera) | C     | Emanuela Carradore |
|    | Italia (bandiera) | C     | Silvia Carraro     |
|    | Italia (bandiera) | C     | Elisa Crivellaro   |
|    | Italia (bandiera) | C     | Denise Gardoni     |
|    | Italia (bandiera) | C     | Manuela Valeri     |
|    | Italia (bandiera) | A     | Paola Brumana      |
|    | Italia (bandiera) | A     | Sara Fraccaroli    |
|    | Italia (bandiera) | A     | Veronica Tardelli  |

## Calciomercato

### Sessione estiva
| Acquisti | Acquisti        | Acquisti  | Acquisti   |
| R.       | Nome            | da        | Modalità   |
| -------- | --------------- | --------- | ---------- |
| P        | Giorgia Brenzan |           | svincolata |
| D        | Silvia Pontil   | ???       | definitivo |
| D        | Daniela Turra   | ACF Milan | definitivo |
| C        | Manuela Valeri  | ???       | definitivo |
| A        | Paola Brumana   | Como 2000 | definitivo |

| Cessioni | Cessioni               | Cessioni            | Cessioni   |
| R.       | Nome                   | a                   | Modalità   |
| -------- | ---------------------- | ------------------- | ---------- |
| D        | Elena Ficarelli        | Bardolino Verona 83 | definitivo |
| D        | Giulia Perelli         | Atletico Oristano   | definitivo |
| C        | Federica D'Astolfo     | Atletico Oristano   | definitivo |
| C        | Giorgia Duò            | Vallassinese Holcim | svincolata |
| C        | Piera Cassandra Maglio | A.D. Decimum Lazio  | definitivo |
| C        | Marina Pellizzer       | ???                 | svincolata |
| C        | Jill Rutten            | Rapid Lugano        | definitivo |
| A        | Marcella Gozzi         | Atletico Oristano   | definitivo |
| A        | Rita Guarino           | Torres Terra Sarda  | definitivo |

## Risultati

### Serie A

#### Girone di andata
| Arbitro: | Donzelli (Terni) |

|  |           |                                             |
|  | Marcatori | 50’, 61’ Gazzoli 64’ Brumana 81’ Mad. Gozzi |

| Verona 20 settembre 2003, ore 16:00 CEST 2ª giornata                                            | Foroni Verona | 5 – 1 referto | Letti Cosatto Tavagnacco |  |
| \| \| \| \| \| Gazzoli 13’, 36’, 40’ Brumana 53’ Mad. Gozzi 88’ \| Marcatori \| 16’ Ana Josè \| |               |               |                          |  |
|                                                                                                 |               |               |                          |  |
| Gazzoli 13’, 36’, 40’ Brumana 53’ Mad. Gozzi 88’                                                | Marcatori     | 16’ Ana Josè  |                          |  |

| Triginto, Mediglia 4 ottobre 2003, ore 15:30 CEST 3ª giornata | ACF Milan | 0 – 4 | Foroni Verona | Campo comunale |

| Verona 11 ottobre 2003, ore 15:30 CEST 4ª giornata | Foroni Verona | 4 – 0 | Como 2000 |  |

| Arbitro: | Arcangioli |

|                      |           |                                                |
| Prandi 60’ Costi 83’ | Marcatori | 2’, 52’ Placchi 8’, 73’, 78’ Gazzoli 28’ Turra |

| Arbitro: | Montevecchi (Faenza) |

|                          |           |                             |
| Mad. Gozzi 38’, 55’, 60’ | Marcatori | 54’ Pedersen 65’ Colasuonno |

| 15 novembre 2003, ore 15:00 CET 7ª giornata |  | – |  |  |

| Roma 22 novembre 2003, ore 15:00 CET 8ª giornata | A.D. Decimum Lazio | 0 – 3 | Foroni Verona | Stadio Tre Fontane |

| Verona 29 novembre 2003, ore 15:00 CET 9ª giornata | Foroni Verona | 4 – 0 | Fiammamonza | Stadio Almerina |

| 6 dicembre 2003, ore 15:00 CET 10ª giornata | Torino | 0 – 4 | Foroni Verona |  |

| Verona 13 dicembre 2003, ore 15:00 CET 11ª giornata | Foroni Verona | 7 – 0 | Bardolino Verona 83 |  |

| Merone 11 ottobre 2003, ore 15:00 CET 12ª giornata | Vallassinese Holcim | 1 – 3 | Foroni Verona | Stadio comunale |

| Verona 10 gennaio 2004, ore 15:00 CET 13ª giornata | Foroni Verona | 3 – 1 | Bergamo R |  |

#### Girone di ritorno
| Arbitro: | Preti |

|                 |           |  |
| Gazzoli 8’, 81’ | Marcatori |  |

| Arbitro: | D'Alessio (Forlì) |

|          |           |                                                                     |
| Piva 28’ | Marcatori | 38’ Tavalazzi 45+2’, 62’ Gazzoli 65’ Tagliacarne 77’, 90+3’ Placchi |

| Verona 31 gennaio 2004, ore 14:30 CET 16ª giornata | Foroni Verona | 3 – 0 | ACF Milan |  |

| 7 febbraio 2004, ore 14:30 CET 17ª giornata | Como 2000 | 0 – 2 | Foroni Verona |  |

| Arbitro: | Caisutti (Udine) |

|                              |           |          |
| Gazzoli 50’, 55’ Placchi 90’ | Marcatori | 51’ Lisi |

| Arbitro: | Del Giovane (Albano Laziale) |

|              |           |             |
| Pedersen 90’ | Marcatori | 16’ Gazzoli |

| 6 marzo 2004, ore 15:00 CET 20ª giornata |  | – |  |  |

| Verona 20 marzo 2004, ore 15:00 CET 21ª giornata | Foroni Verona | 5 – 1 | A.D. Decimum Lazio | Stadio Almerina |

| Monza 27 marzo 2003, ore 15:00 CET 22ª giornata | Fiammamonza | 1 – 1 | Foroni Verona | Stadio Gino Alfonso Sada |

| 3 aprile 2004, ore 16:00 CEST 23ª giornata | Foroni Verona | 5 – 0 | Torino |  |

| Calmasino, Bardolino 17 aprile 2004, ore 16:00 CEST 24ª giornata | Bardolino Verona 83 | 1 – 2 | Foroni Verona | Stadio comunale Belvedere |

| Verona 17 aprile 2004, ore 16:00 CEST 25ª giornata | Foroni Verona | 1 – 1 | Vallassinese Holcim |  |

| 8 maggio 2004, ore 14:30 CET 26ª giornata | Bergamo R | 3 – 2 | Foroni Verona |  |

### Coppa Italia
| 6 gennaio 2004, ore 15:00 CET Quarto turno | Laghi | 2 – 3 | Foroni Verona |  |

| Verona 22 marzo 2003, ore 15:00 CET Quinto turno | Foroni Verona | 1 – 0 | Vigor Senigallia |  |

| Arbitro: | Manganelli (San Giovanni Valdarno) |

|                           |           |                               |
| Ciardelli 16’ Fuselli 56’ | Marcatori | 46’ ?. Gozzi 86’, 90’ Gazzoli |

| 12 maggio 2004, ore 16:30 CEST Semifinali, Andata | Bergamo R | 0 – 2 | Foroni Verona |  |

| Verona 15 maggio 2004, ore 16:30 CEST Semifinali, Ritorno | Foroni Verona | 3 – 2 | Bergamo R |  |

| Arbitro: | Riccardo Tozzi (Ostia) |

|                                                                         |           |  |
| Conti 46’ Pedersen 53’ Guarino 62’ Colasuonno 64’, 73’ Mon. Placchi 89’ | Marcatori |  |

### Supercoppa italiana
| Arbitro: | Carina Vitulano (Livorno) |

|                                                        |           |            |
| Placchi 13’, 33’ Gazzoli 43’, 71’, 80’ Tagliacarne 82’ | Marcatori | 53’ Panico |

### UEFA Women's Cup

#### Fase a gironi
Gruppo 4
| Voronež 21 agosto 2003                                                                                              | Foroni Verona | 10 – 0 | Osijek |  |
| \| \| \| \| \| Gazzoli 3’, 5’, 27’, 33’, 62’, 82’ Placchi 11’, 90’ Camporese 22’ Tagliacarne 58’ \| Marcatori \| \| |               |        |        |  |
| |               |        |        |  |
| Gazzoli 3’, 5’, 27’, 33’, 62’, 82’ Placchi 11’, 90’ Camporese 22’ Tagliacarne 58’                                   | Marcatori     |        |        |  |

| Voronež 23 agosto 2003 | Foroni Verona | 0 – 0 | Ėnergija Voronež |  |

| Voronež 25 agosto 2003                                       | Foroni Verona | 4 – 0 | 1. FC Femina |  |
| \| \| \| \| \| Gazzoli 15’, 44’, 54’, 85’ \| Marcatori \| \| |               |       |              |  |
|                                                              |               |       |              |  |
| Gazzoli 15’, 44’, 54’, 85’                                   | Marcatori     |       |              |  |

## Statistiche

### Statistiche di squadra
| Competizione        | Punti | In casa | In casa | In casa | In casa | In casa | In casa | In trasferta | In trasferta | In trasferta | In trasferta | In trasferta | In trasferta | Totale | Totale | Totale | Totale | Totale | Totale | DR  |
| Competizione        | Punti | G       | V       | N       | P       | Gf      | Gs      | G            | V            | N            | P            | Gf           | Gs           | G      | V      | N      | P      | Gf     | Gs     | DR  |
| ------------------- | ----- | ------- | ------- | ------- | ------- | ------- | ------- | ------------ | ------------ | ------------ | ------------ | ------------ | ------------ | ------ | ------ | ------ | ------ | ------ | ------ | --- |
| Serie A             | 63    | 12      | 11      | 1       | 0       | 45      | 7       | 12           | 9            | 2            | 1            | 38           | 10           | 24     | 20     | 3      | 1      | 85     | 17     | +68 |
| Coppa Italia        | -     | 2       | 2       | 0       | 0       | 4       | 2       | 4            | 3            | 0            | 1            | 8            | 10           | 6      | 5      | 0      | 1      | 12     | 12     | 0   |
| Supercoppa italiana | -     | -       | -       | -       | -       | -       | -       | -            | -            | -            | -            | -            | -            | 1      | 1      | 0      | 0      | 6      | 1      | +5  |
| Women's Cup         | -     | -       | -       | -       | -       | -       | -       | -            | -            | -            | -            | -            | -            | 3      | 2      | 1      | 0      | 14     | 0      | +14 |
| Totale              | -     | -       | -       | -       | -       | -       | -       | -            | -            | -            | -            | -            | -            | 34     | 28     | 4      | 2      | 117    | 30     | +87 |

### Andamento in campionato
| Giornata  | 1 | 2 | 3 | 4 | 5 | 6 | 7 | 8 | 9 | 10 | 11 | 12 | 13 | 14 | 15 | 16 | 17 | 18 | 19 | 20 | 21 | 22 | 23 | 24 | 25 | 26 |
| --------- | - | - | - | - | - | - | - | - | - | -- | -- | -- | -- | -- | -- | -- | -- | -- | -- | -- | -- | -- | -- | -- | -- | -- |
| Luogo     | T | C | T | C | T | C | - | T | C | T  | C  | T  | C  | C  | T  | C  | T  | C  | T  | -  | C  | T  | C  | T  | C  | T  |
| Risultato | V | V | V | V | V | V | - | V | V | V  | V  | V  | V  | V  | V  | V  | V  | V  | N  | -  | V  | N  | V  | V  | N  | P  |
| Posizione | 1 | 1 | 1 | 1 | 1 | 1 | 1 | 1 | 1 | 1  | 1  | 1  | 1  | 1  | 1  | 1  | 1  | 1  | 1  | 1  | 1  | 1  | 1  | 1  | 1  | 1  |

Legenda:

Luogo: C = Casa; T = Trasferta. Risultato: V = Vittoria; N = Pareggio; P = Sconfitta.

### Statistiche delle giocatrici
Presenze in campionato aggiornate fino al 7 febbraio 2004.
| Giocatore      | Serie A  | Serie A | Serie A     | Serie A    | Coppa Italia | Coppa Italia | Coppa Italia | Coppa Italia | Supercoppa italiana | Supercoppa italiana | Supercoppa italiana | Supercoppa italiana | UEFA Women's Cup | UEFA Women's Cup | UEFA Women's Cup | UEFA Women's Cup | Totale   | Totale | Totale      | Totale     |
| Giocatore      | Presenze | Reti    | Ammonizioni | Espulsioni | Presenze     | Reti         | Ammonizioni  | Espulsioni   | Presenze            | Reti                | Ammonizioni         | Espulsioni          | Presenze         | Reti             | Ammonizioni      | Espulsioni       | Presenze | Reti   | Ammonizioni | Espulsioni |
| -------------- | -------- | ------- | ----------- | ---------- | ------------ | ------------ | ------------ | ------------ | ------------------- | ------------------- | ------------------- | ------------------- | ---------------- | ---------------- | ---------------- | ---------------- | -------- | ------ | ----------- | ---------- |
| G. Brenzan     | ?        | ?       | ?           | ?          | ?            | ?            | ?            | ?            | ?                   | ?                   | ?                   | ?                   | ?                | ?                | ?                | ?                | ?        | ?      | ?           | ?          |
| P. Bumana      | ?        | 14      | ?           | ?          | ?            | ?            | ?            | ?            | 1                   | ?                   | ?                   | ?                   | ?                | ?                | ?                | ?                | 1+       | 14+    | ?           | ?          |
| E. Camporese   | ?        | ?       | ?           | ?          | ?            | ?            | ?            | ?            | 1                   | 0                   | ?                   | ?                   | ?                | 1                | ?                | ?                | 1+       | 1+     | ?           | ?          |
| E. Carradore   | 3        | 0       | ?           | ?          | ?            | ?            | ?            | ?            | ?                   | ?                   | ?                   | ?                   | ?                | ?                | ?                | ?                | 3+       | 0+     | ?           | ?          |
| S. Carraro     | 11       | 3       | ?           | ?          | ?            | ?            | ?            | ?            | 1                   | ?                   | ?                   | ?                   | ?                | ?                | ?                | ?                | 12+      | 3+     | ?           | ?          |
| F. Comin       | ?        | ?       | ?           | ?          | ?            | ?            | ?            | ?            | 1                   | -1                  | ?                   | ?                   | ?                | ?                | ?                | ?                | 1+       | -1+    | ?           | ?          |
| E. Crivellaro  | 11       | 1       | ?           | ?          | ?            | ?            | ?            | ?            | ?                   | ?                   | ?                   | ?                   | ?                | ?                | ?                | ?                | 11+      | 1+     | ?           | ?          |
| S. Fraccaroli  | 1        | 0       | ?           | ?          | ?            | ?            | ?            | ?            | ?                   | ?                   | ?                   | ?                   | ?                | ?                | ?                | ?                | 1+       | 0+     | ?           | ?          |
| D. Gardoni     | 8        | 0       | ?           | ?          | ?            | ?            | ?            | ?            | 1                   | 0                   | ?                   | ?                   | ?                | ?                | ?                | ?                | 9+       | 0+     | ?           | ?          |
| C. Gazzoli     | ?        | 36      | ?           | ?          | ?            | ?            | ?            | ?            | 1                   | 3                   | ?                   | ?                   | ?                | 10               | ?                | ?                | 1+       | 49+    | ?           | ?          |
| Mad. Gozzi     | ?        | 11      | ?           | ?          | ?            | ?            | ?            | ?            | 1                   | 0                   | ?                   | ?                   | ?                | ?                | ?                | ?                | 1+       | 11+    | ?           | ?          |
| Mar. Gozzi     | ?        | ?       | ?           | ?          | ?            | ?            | ?            | ?            | 1                   | 0                   | ?                   | ?                   | ?                | ?                | ?                | ?                | 1+       | 0+     | ?           | ?          |
| S. Magnaguagno | 5        | 0       | ?           | ?          | ?            | ?            | ?            | ?            | ?                   | ?                   | ?                   | ?                   | ?                | ?                | ?                | ?                | 5+       | 0+     | ?           | ?          |
| L. Montanari   | 3        | 0       | ?           | ?          | ?            | ?            | ?            | ?            | ?                   | ?                   | ?                   | ?                   | ?                | ?                | ?                | ?                | 3+       | 0+     | ?           | ?          |
| G. Perelli     | ?        | ?       | ?           | ?          | ?            | ?            | ?            | ?            | 1                   | 0                   | ?                   | ?                   | ?                | ?                | ?                | ?                | 1+       | 0+     | ?           | ?          |
| M. Placchi     | ?        | 7       | ?           | ?          | ?            | ?            | ?            | ?            | 1                   | 2                   | ?                   | ?                   | ?                | 2                | ?                | ?                | 1+       | 11+    | ?           | ?          |
| S. Pontil      | ?        | ?       | ?           | ?          | ?            | ?            | ?            | ?            | 1                   | 0                   | ?                   | ?                   | ?                | ?                | ?                | ?                | 1+       | 0+     | ?           | ?          |
| S. Tagliacarne | ?        | ?       | ?           | ?          | ?            | ?            | ?            | ?            | 1                   | 1                   | ?                   | ?                   | ?                | 1                | ?                | ?                | 1+       | 2+     | ?           | ?          |
| V. Tardelli    | ?        | 9       | ?           | ?          | ?            | ?            | ?            | ?            | ?                   | ?                   | ?                   | ?                   | ?                | ?                | ?                | ?                | ?        | 9+     | ?           | ?          |
| D. Tavalazzi   | ?        | ?       | ?           | ?          | ?            | ?            | ?            | ?            | 1                   | 0                   | ?                   | ?                   | ?                | ?                | ?                | ?                | 1+       | 0+     | ?           | ?          |
| D. Turra       | ?        | ?       | ?           | ?          | ?            | ?            | ?            | ?            | 1                   | 0                   | ?                   | ?                   | ?                | ?                | ?                | ?                | 1+       | 0+     | ?           | ?          |
| M. Valeri      | 1        | 0       | ?           | ?          | ?            | ?            | ?            | ?            | 1                   | 0                   | ?                   | ?                   | ?                | ?                | ?                | ?                | 2+       | 0+     | ?           | ?          |